# 城巴22X線
城巴22X線是香港一條九龍市區巴士路線，由城巴有限公司營辦，於2022年12月1日投入服務，循環來往維港1號及啟德站。此路線為維港1號的居民提供全日往返啟德站的特快服務，中途除循環點外並不設任何上落客站。而22D線是22X線的特別班次，循環來往啟德站及啟德跑道區。

## 歷史
隨著啟德跑道區沿線私人屋苑將在2022年末起陸續入伙，九龍城區議會要求運輸署開辦該帶往返啟德站的居民巴士服務，但運輸署以該帶已有專利巴士和九龍區專線小巴86線提供服務而拒絕；而投得啟德南及跑道區多條專營巴士路線的城巴則表示會密切留意區內各基建設施項目的啟用及使用情況，提供適切的巴士服務進一步完善區內的交通網絡。
適逢啟德跑道區其中一個私人屋苑「維港1號」已獲批滿意紙，短期內會向買家發出收樓通知書，成為啟德跑道區首個落成入伙的住宅，城巴決定開辦循環往返維港1號至啟德站的路線，編號為22X，中途除循環點外並不設任何巴士站，於2022年12月1日起投入服務，並計劃在啟德D3路開通後加密此線的班次。隨着D3路於2022年12月31日下午局部通車，此線亦於翌日（2023年1月1日）起改經該路往返啟德站。
隨着啟德跑道區各住宅項目於2023年起相繼落成，城巴於同年5月15日起開辦22X線特別班次22D，循環來往啟德站及啟德跑道區（近承景街），取道承啟道及承豐道往返兩地，只於星期一至六繁忙時間提供服務；5月29日起，22D線新增星期一至六17:25由啟德站開出之班次。2025年1月13日起，22D線提升至每日全日服務，服務時間為07:05至23:35，往啟德站方向亦增停承豐道「維港．雙鑽」站。2025年2月28日起，22D線來回方向增停承豐道「承豐道公園」站。

## 服務時間及班次
22X線所有班次均於維港1號開出，並提供全日服務。以下服務時間及班次資訊以最近一次更新時為准。
| 維港1號開        | 維港1號開    | 維港1號開    |
| 日期             | 服務時間     | 班次（分鐘） |
| ---------------- | ------------ | ------------ |
| 星期一至六       | 06:10－07:10 | 30           |
| 星期一至六       | 07:10－08:40 | 18           |
| 星期一至六       | 08:40－12:10 | 30           |
| 星期一至六       | 12:10－13:10 | 20           |
| 星期一至六       | 13:10－13:40 | 30           |
| 星期一至六       | 13:40－14:40 | 20           |
| 星期一至六       | 14:40－15:10 | 30           |
| 星期一至六       | 15:10－16:10 | 20           |
| 星期一至六       | 16:10－17:10 | 30           |
| 星期一至六       | 17:10－18:40 | 18           |
| 星期一至六       | 18:40－23:10 | 30           |
| 星期日及公眾假期 | 06:10－23:10 | 30           |

22D線所有班次均於啟德站開出，並提供全日服務。以下服務時間及班次資訊以最近一次更新時為准。
| 啟德站開         | 啟德站開     | 啟德站開     |
| 日期             | 服務時間     | 班次（分鐘） |
| ---------------- | ------------ | ------------ |
| 星期一至六       | 07:05-16:35  | 30           |
| 星期一至六       | 16:35－17:35 | 15           |
| 星期一至六       | 17:35－23:35 | 30           |
| 星期日及公眾假期 | 07:05-23:35  | 30           |

## 收費
22X和22D線全程收費為$7.3，均不設任何分段收費。
22X和22D線均設12歲以下小童及65歲或以上長者半價優惠。60歲－64歲香港居民、65歲或以上長者與合資格殘疾人士如以指定八達通繳付此線的車資，可享有長者及合資格殘疾人士公共交通票價優惠計劃提供的$2票價優惠。乘客登車時需以現金或八達通卡繳付車資，不設找贖；而每位成人乘客可免費帶同最多兩名四歲以下而且不佔座位的兒童乘車。此外，乘客亦可使用指定電子支付工具繳付車資，使用此支付方式的乘客可享有與其他城巴獨營路線或聯營線城巴班次之轉乘優惠，惟不適用於與非城巴路線之轉乘優惠，乘客亦不能享有「公共交通費用補貼計劃」及「長者及合資格殘疾人士公共交通票價優惠計劃」。

## 用車
城巴在路線開辦的新聞稿中，指出22X線均以單層純電能巴士行走，為通勤者及啟德跑道區的居民提供寧靜、舒適及路邊零排放的旅程，因此城巴陣中只有以環境保護署資助引入的比亞迪K9R電動單層巴士（指定車隊編號1581－1583、2051－2052）符合有關要求。電能巴士行畢此線六個循環車程後，於巴士站充電1.5小時，便能應付全日營運。倘若出現車務調動，此線曾經抽調新巴（指定車隊編號2051－2052）同款車輛行走，並由城巴車長駕駛，直到2023年6月30日為止。
2023年，單層電動巴士全數調往城巴11線，此路線換入雙層巴士行走。

## 行車路線
22X線由維港1號開出之班次途經承裕里、承豐道（東行）、迴旋處、承豐道（西行）、承啟道、沐安街（西行）、迴旋處、沐安街（東行）、承啟道、承豐道及承裕里，具體停站請參考資訊框。
22D線由啟德站開出之班次途經沐安街、承啟道、承豐道（東行）、迴旋處、承豐道（西行）、承啟道、沐安街（西行）、迴旋處及沐安街（東行），具體停站請參考資訊框。